# Campodorus marginalis
Campodorus marginalis là một loài tò vò trong họ Ichneumonidae.